# New South Wales Open 1987
Il New South Wales Open 1987 è stato un torneo di tennis giocato sull'erba. È stata la 95ª edizione del torneo, che fa parte del Nabisco Grand Prix 1987 e del Virginia Slims World Championship Series 1987. Si è giocato a Sydney in Australia dal 26 gennaio al 1º febbraio 1987.

## Campioni

### Singolare maschile
Miloslav Mečíř ha battuto in finale  Peter Doohan con il punteggio di 6–4, 6–2.

### Singolare femminile
Zina Garrison ha battuto in finale  Pam Shriver con il punteggio di 6–2, 6–4.

### Doppio maschile
Brad Drewett /  Mark Edmondson hanno battuto in finale  Peter Doohan /  Laurie Warder con il punteggio di 6–4, 4–6, 6–2.

### Doppio femminile
Betsy Nagelsen /  Elizabeth Smylie hanno battuto in finale  Jenny Byrne /  Janine Thompson con il punteggio di 6–7, 7–5, 6–1.